# 森特勒爾亞當斯 (北達科他州)
森特勒爾亞當斯（英語：Central Adams）是位於美國北達科他州亞當斯縣的一個未組織地區。

## 地方資料
森特勒爾亞當斯的面積為186.31平方千米，當中陸地面積為186.26平方千米，而水域面積為0.05平方千米。根據2010年美國人口普查的數據，當地共有人口54人，而人口密度為每平方千米0.29人。